# Teresa Carreño
María Teresa Carreño García de Sena (Caracas, 22 de dezembro, 1853 — Nova Iorque, 12 de junho, 1917) foi uma pianista, cantora, compositora, e maestrina venezuelana. 
Em 1862, sua família emigrou para Nova Iorque, aos 8 anos de idade, fez sua estrria no Irving Hall. Em 1863, apresentou-se por Abraham Lincoln na Casa Branca. 
Aos 9 anos debuta como solista com a Orquestra Filarmónica de Boston. 
Em 1866, mudou-se para a Europa, e começou a excursionar, fazendo sua estreia como cantora de ópera em 1876. Deu seu nome ao Teatro Teresa Carreño em Caracas, inaugurado em abril de 1983

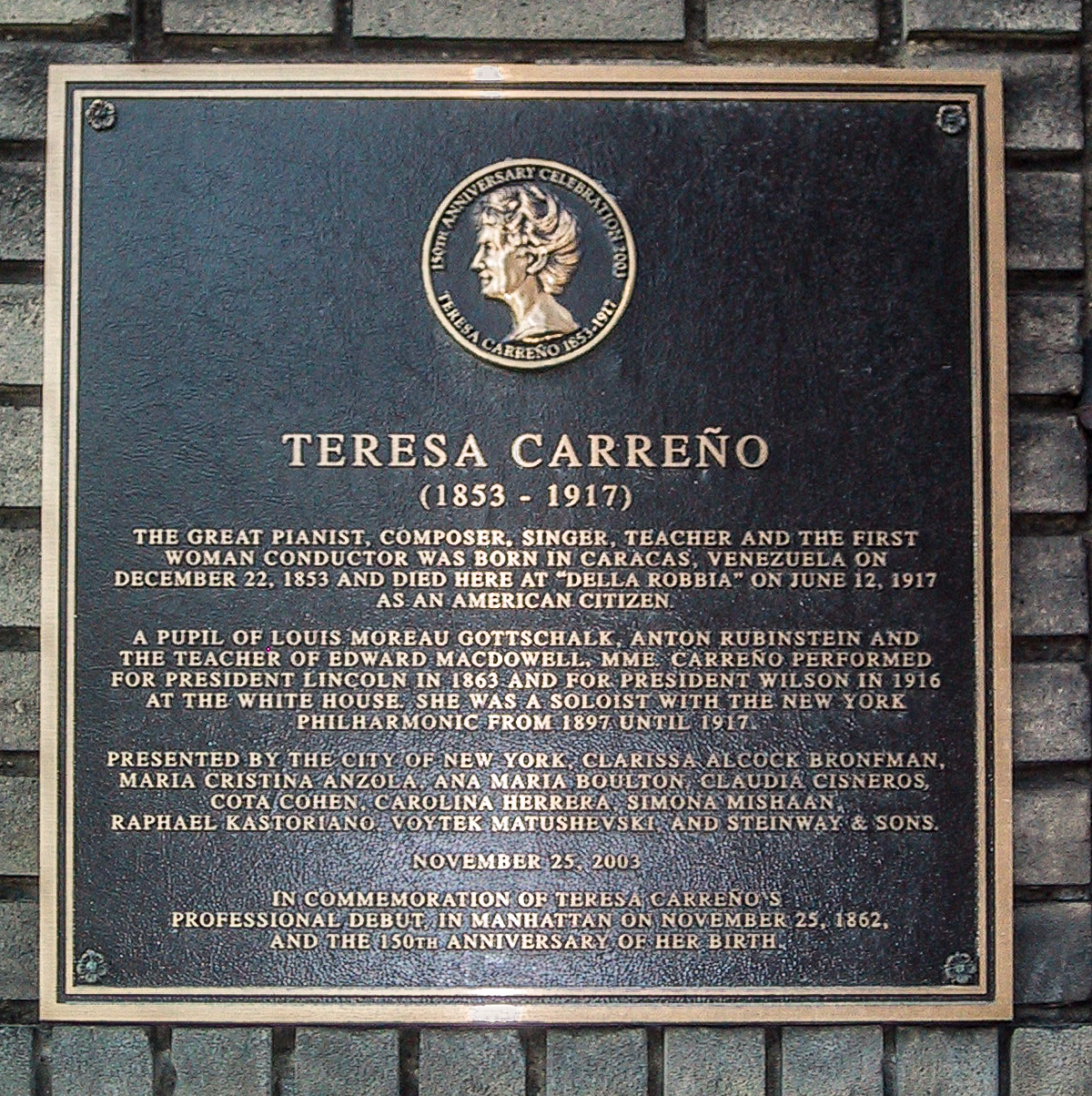
Placa comemorativa

.

## Obra
Estão entre as peças mais conhecidas da pianista:
- El vals de Teresita, dedicada a uma das suas filhas
- La cesta de flores, op. 9
- Marcha fúnebre op. 11
- La oración, op. 12, pela morte de sua mãe
- Himno a Bolívar
- Saludo a Caracas
- Himno al ilustre americano
- Mazurca de salón
- Une revue à Prague
- La nota falsa
- Balada op. 15
- Danza venezolana.

## Gravações
- Piano Rolls